# Nudo de la Trinidad
El Nudo de la Trinidad (en catalán y oficialmente Nus de Trinitat) es un importante intercambio de carreteras en el noreste de Barcelona limítrofe al municipio de Santa Coloma de Gramanet, y es el lugar de tráfico más transitado de la ciudad. Construido para los Juegos Olímpicos de Barcelona 1992, es uno de los principales componentes de la circunvalación de gran capacidad de Barcelona, formados por la Ronda Litoral y la Ronda de Dalt. En el nudo confluyen diversas vías: las rondas de Dalt (B-20) y de Litoral (B-10), así como las autovías C-58 a Terrassa/Manresa y B-20 a Montgat/Maresme.
Dentro del perímetro circular del nudo se encuentra el Parque de la Trinidad.